# Neofito VI di Costantinopoli
Neofito VI (in greco Νεόφυτος ΣΤ΄?; Patmo, ... – Patmo, 1747) è stato un arcivescovo ortodosso greco, patriarca ecumenico di Costantinopoli dal 1734 al 1740 e dal 1743 al 1744.

## Biografia
Neofito nacque sull'isola greca di Patmo e quando Geremia, metropolita di Cesarea, fu eletto patriarca ecumenico, Neofito prese il suo posto nella metropolia. Da metropolita di Cesarea il suo atto più importante fu quello di ristrutturare nel 1728 il monastero di San Giovanni il Precursore a Zincidere in Cappadocia. 
Fu scelto patriarca di Costantinopoli il 27 settembre 1734 supportato dal dragomanno della sublima porta, il fanariota Alessandro Ghikas. La sottomissione di Neofito al dragomanno fece sì che il gran visir ne ordinò la deposizione sei anni dopo, nell'agosto 1740. Neofito regnò di nuovo per un secondo breve periodo dal maggio 1743 al marzo 1744 e durante questo periodo gli fu ordinato dal gran visir di non avere alcun contatto con Alessandro Ghikas. 
Il suo regno patriarcale non fu segnato da alcun evento particolare e Neofito si occupò principalmente di questioni monastiche. Intraprese corrispondenza con Nikolaus Ludwig von Zinzendorf, il riformatore della Chiesa morava, ma non ottenne alcun risultato. Dopo la sua seconda e ultima deposizione fu esiliato a Patmo dove morì nel febbraio o marzo del 1747.